# Glasbjörksveckmal
Glasbjörksveckmal (Parornix traugotti) är en fjärilsart som beskrevs av Ingvar Svensson 1976. Glasbjörksveckmal ingår i släktet Parornix och familjen styltmalar.
Artens utbredningsområde är:
- Estland.
- Lettland.
- Litauen.
- Danmark.
- Polen.
- Sverige.

Arten är reproducerande i Sverige. Inga underarter finns listade i Catalogue of Life.